# Eichendorf
Eichendorf er en købstad og kommune (markt) i Landkreis Dingolfing-Landau i Niederbayern i den tyske delstat Bayern, med knap 6.600 indbyggere.

## Geografi
Eichendorf ligger ved floden Vils. Kommunen er ret landligt præget, og er med et areal på 100 kvadratkilometer den arealmæssigt største i Bayern. Den tjener som indkøbs og forvaltningscentrum for de omliggende landsbyer.

## Sammenlægninger
Den nuværende Eichendorf kommune blev i årene 1972 til 1978 nydannet. Under områdereformen slog de tidligere kommuner Eichendorf, Dornach, Hartkirchen, Reichstorf, Adldorf, Aufhausen, Exing, Indersbach og dele af kommunerne Kammern og Rengersdorf sig sammen til en ny enhedskommune. Reformen blev afsluttet 1. maj 1978 med optagelsen af områderne Brunnberg, Gneidingerhart, Hiemling, Unterfrauenholz, Wildeneck og Zeitlstadt fra den tidligere kommune Ettling.